# Татарицкий, Валентин Болеславович
Валентин Болеславович Татарицкий (бел. Валянцін Баляслававіч Татарыцкі, 21 апреля 1963, Ждановичи, Столбцовский район, Минская область) — белорусский государственный деятель, председатель Государственного комитета по стандартизации Республики Беларусь с 2019 по 2024 год.

## Биография
Окончил Минский радиотехнический институт (1986), Академию управления при Президенте Республики Беларусь (2009).
В 1986—1988 годах работал инженером-технологом завода «Сенсор» минского производственного объединения «Горизонт». С 1988 года работал в научно-производственном комплексе микроэлектроники «Сигнал» минского производственного объединения «Горизонт», занимал должности инженера-технолога, ведущего инженера-технолога, заместителя начальника цеха, заместителя начальника производства, начальника производства, главного технолога. С 1999 по 2015 год прошел путь от заместителя технического директора до директора ОАО «Руденск» (Пуховичский район Минской области). В 2015 году был назначен заместителем председателя Государственного комитета по стандартизации Республики Беларусь.
15 января 2019 года указом президента Республики Беларусь был назначен председателем Государственного комитета по стандартизации Республики Беларусь.

## Награды
- Медаль «За вклад в развитие Евразийского экономического союза» (29 мая 2019 года, Высший Евразийский экономический совет)[2].
- Медаль «10 лет Евразийскому экономическому союзу» (26 декабря 2024 года, Высший Евразийский экономический совет)[3].